# Кундруча
Кундрюча (на украински: Кундрю́ча; на руски: Кундрючья) е река в Луганска област на Украйна и Ростовска област на Русия, десен приток на Северски Донец, от басейна на Дон. Дължина 244 km. Площ на водосборния басейн 2320 km².
Река Кундрюча води началото си от южните склонове на Донецкото възвишение, на 309 m н.в., в югоизточната част на град Свердловск, на територията на Луганска област в Украйна. След като премине през сгт Бирюково напуска пределите на Украйна и навлиза на територията на Русия, Ростовска област. По цялото си протежение тече в дълбоко всечена долина с множество меандри. Влива се отдясно в река Северски Донец, при нейния 18 km, на 1,5 km южно от станица Нижнекундрючанская, на 6 m н.в. Основен приток Гнилуша (ляв). Има предимно снежно подхранване. Среден годишен отток в устието 3,74 m³/sec. Замръзва от ноември до март. На река Кундрюча в Ростовска област е разположен град Красни Сулин.